# Luis de Aranda
Luis de Aranda (¿Granada? c. 1567 - Granada, c. 24 de abril de 1627) fue un compositor y maestro de capilla español.
No debe confundirse con:
- el autor Luis de Aranda (s. XVI),[4]
- con Luis de Aranda (s. XVII), sevillano, organista de la Catedral de Narbona,[5][6]
- ni con Juan de Aranda (s. XVI y XVII), músico de la Capilla Real de Granada, del que se conservan algunas composiciones.[7]

## Vida
Se desconoce el origen de Luis de Aranda, pero el 13 de diciembre de 1583 ya aparece como infante del coro de la Catedral de Granada en las actas capitulares: «seise que ha sido muchos años en esta santa iglesia». Por las fechas, tuvo que aprender con los maestros Santos y Jerónimo de Aliseda y  Ambrosio de Cotes, que eran responsable de los infantes en esa época.
Al parecer Aranda permaneció como seise muchos años después de haber mudado la voz, cosa poco habitual en las catedrales españolas. De hecho, en 1589 enfermaba el maestro de capilla, Jerónimo de Aliseda, y Aranda, todavía seise en ese momento, tomaba las responsabilidades más importantes del maestro: el cuidado y educación de los seises, y la composición de la música para las fiestas de guardar.
Aliseda fallecía dos años después, el 28 de junio de 1591, por lo que el cabildo granadino decidió poner edictos para la realización de oposiciones en febrero de 1592. Se presentaron seis maestros de capilla: Juan de Riscos, maestro de la Colegiata de Antequera; Juan Bautista Muñoz, maestro de la Colegiata de Alcalá la Real; Juan Fernández Garzón, maestro de la Colegiata de Baeza; Pedro Bermúdez, medio capellán de la Capilla Real de Granada; Cristóbal del Mármol, de la ciudad de Aguilar; y Luis de Aranda. Los exámenes fueron durísimos tanto en composición, como en técnica musical o en la dirección del coro, además de ser públicos y presididos por el arzobispo Pedro de Castro y Quiñones. Acabadas las pruebas el sábado 18 de abril de 1592, fue elegido Luis de Aranda que tomó posesión de la prebenda 3 días después, el día 21.
Permaneció en Granada, en el cargo, 35 años hasta su fallecimiento. En la Catedral de Granada, durante la posesión del cargo de Aranda, se continuó privilegiando el canto de órgano, mientras que en otras ya se comenzaban a dominar las músicas más modernas del Barroco.
El cabildo lo tuvo en gran estima, lo que no impidió tener algunos problemas con algunos canónigos específicos. Esto le llevó a escribir un memorial en su propia defensa en el que explica sus pensamientos sobre su música y que se conserva manuscrito de su puño y letra. Fallecía en el cargo, en Granada, hacia el 24 de abril de 1627.

## Obra
La mayor parte de su música se ha perdido, pero el musicólogo José López Calo afirma que las pocas que se conservan, todas probablemente anteriores a 1600, son de una belleza extraordinaria.
En la Catedral de Granada se conserva un Regina Caeli de Aranda.
En la librería de música de la Capilla Real de Granada se conservan algunas obras de Luis de Aranda en una colección de seis libretes manuales copiados en pergamino a principios del siglo XVII, posiblemente por el Juan de Aranda mencionado más arriba. Entre ellos, Owen Ress ha atribuido el Quomodo sedet sola, cantado durante las exequias de Felipe II en la Capilla Real a Luis de Aranda:

Quomodo sedet sola civitas plena tristitia: facta es [sic] quasi vidua domina gentium. Princeps provinciarum plorans ploravit dicens: attendite et videte si est dolor sicut dolor meus.

Al parecer, el texto es una combinación y alteración de unas lamentaciones para los maitines del Jueves Santo y el responsorio O vos omnes, en la que la ciudad «rebosante de gente» [plena populo] se convierte en una ciudad «colmada de tristeza» [plena tristitia].